# Tanaoneura ashmeadi
Tanaoneura ashmeadi är en stekelart som beskrevs av Howard 1897. Tanaoneura ashmeadi ingår i släktet Tanaoneura och familjen Tanaostigmatidae.
Artens utbredningsområde är Grenada. Inga underarter finns listade i Catalogue of Life.